# Patrick Racing
Patrick Racing fue un equipo estadounidense de carreras que tuvo sus inicios en el Campeonato Nacional del USAC toda la década de los años 1970, luego en la CART y finalmente, en la IndyCar Series, última serie donde no tuvo un esperado éxito como en las anteriores. Patrick Racing fue fundado por Pat Patrick en la década de 1970. El equipo es conocido por ganar las 500 millas de Indianápolis en tres ocasiones (1973, 1982, y 1989), y el título del Campeonato de Monoplazas de Estados Unidos (IndyCar) en dos ocasiones (1976 Cameponato USAC y en 1989 en la CART IndyCar World Series). El equipo sus propios chasis entre 1975 a 83 bajo el nombre de Wildcat. Durante su historia, el equipo ha tenido tres denominaciones distintas.

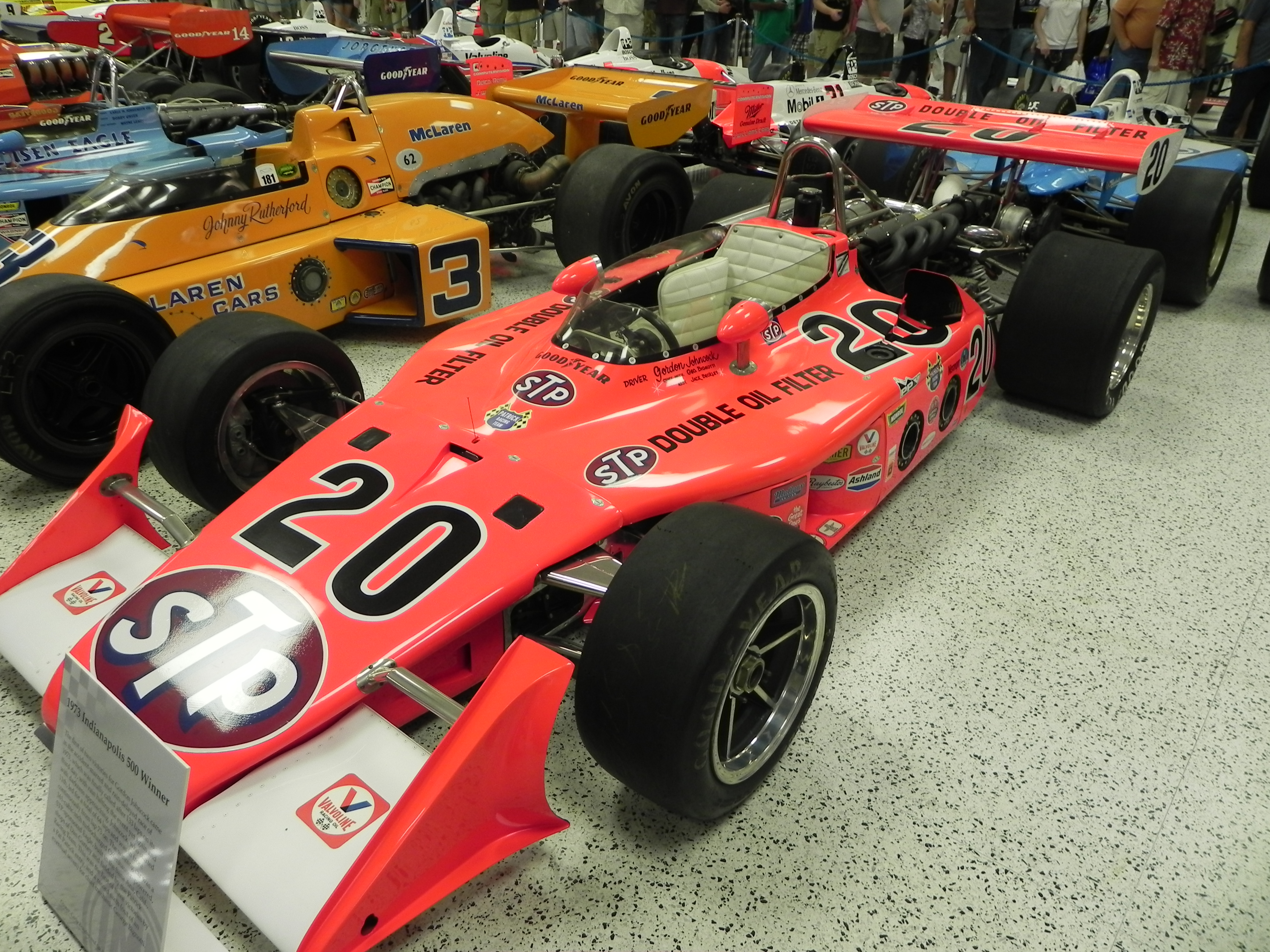
Coche de Patrick Racing con el que ganó Gordon Johncock su Indy 500 de 1973.

## Historia

### Primera Etapa (1970 - 1989)Campeonato Nacional del USACy laCART IndyCar World Series: Primeros años y sus primeros Éxitos

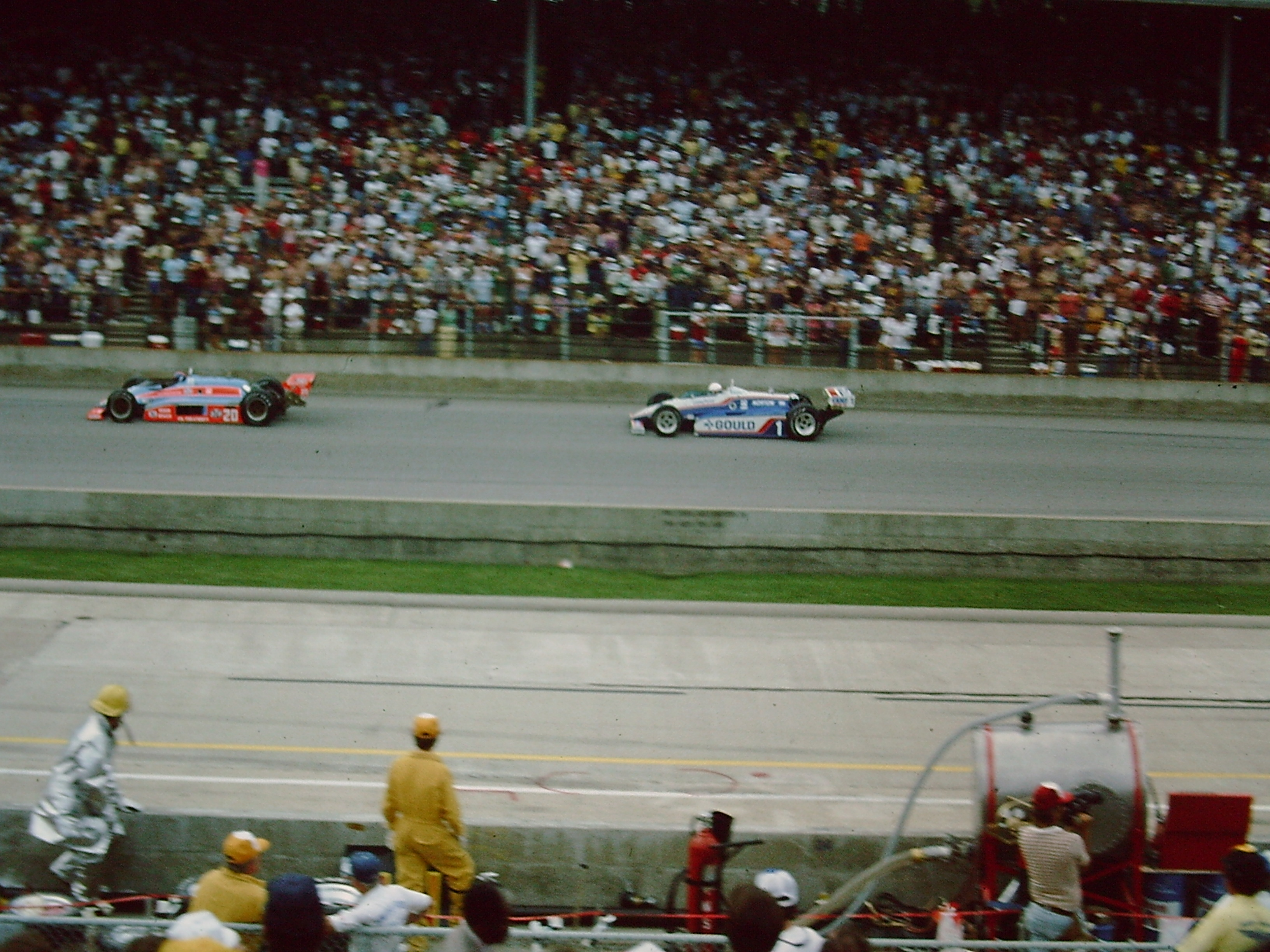
Johncock con Patrick Racing disputando la Indy 500.

El equipo ganó la edición de 1973 y de 1982 de las 500 millas de Indianapolis con el legendario piloto Gordon Johncock. Johncock también ganó el Campeonato Nacional del USAC de la temporada 1976. El equipo estaba estrechamente asociado con el patrocinio de la marca de lubricantes y combustible STP.

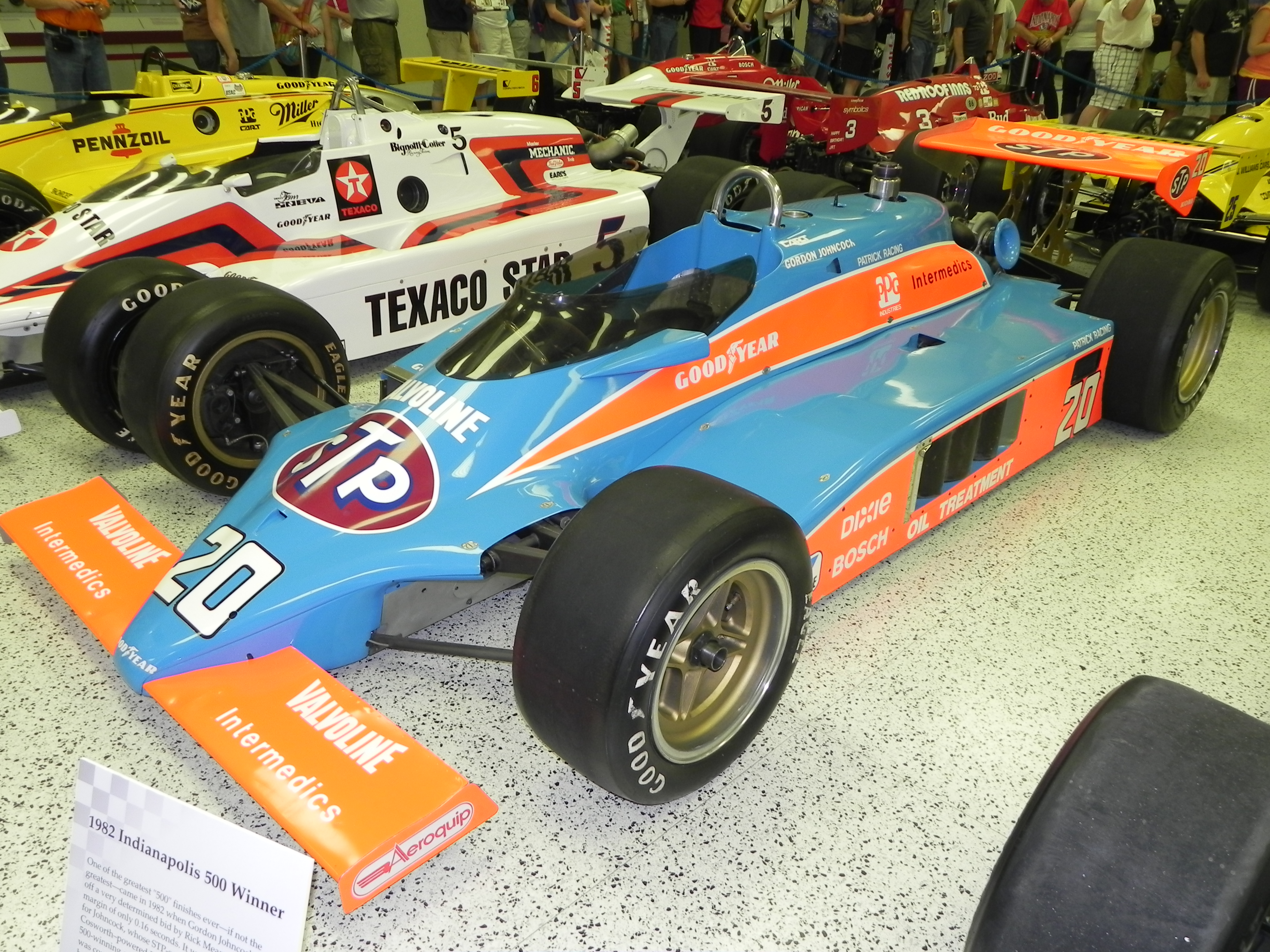
Coche de Patrick Racing con el que Gordon Johncock ganó su segunda Indy 500 en 1982.

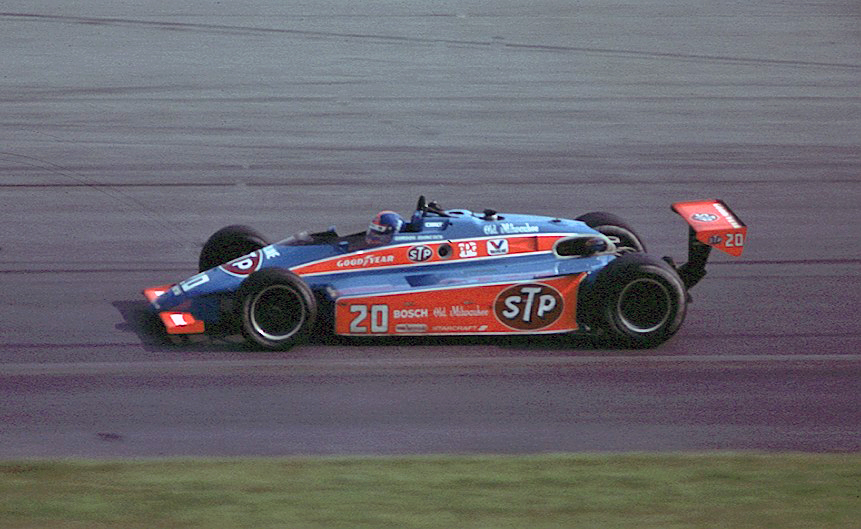
Gordon Johncock compitiendo en una carrera de Pocono en 1984.

A mediados de la década de 1980, el equipo se amplió a dos coches, con los pilotos Emerson Fittipaldi y Kevin Cogan. El equipo dejó el patrocinio de STP, y la marca de supermercados 7-Eleven se convirtió en su principal patrocinador en 1985. En 1986, se unió al equipo el patrocinio de la tabacalera Marlboro. Cogan ganó su primera y única carrera en la serie CART en 1986, mientras que Fittipaldi ganó su primera carrera de la serie CART, justamente la Michigan 500, en 1985.
Para 1987, el equipo se aseguró el empleo del nuevo motor Ilmor Chevy Indy V8. Fittipaldi ganó dos carreras y terminó 10.º en el campeonato. en 1988, tuvieron que reducir el programa a un solo coche, conducido por Emerson Fittipaldi para la temporada, ganó dos carreras más en 1988, terminó segundo en Indy 500, y fue 7° lugar en los puntos.
En 1989, Chip Ganassi se unió a Patrick como copropietario. Patrick se disponía a retirarse del deporte, y comenzó a poner las piezas en su lugar para vender el equipo al final de la temporada. Patrick llegó a un acuerdo lucrativo con Ganassi y Penske Racing. Penske suministraría a Patrick con dos chasis PC-18 para 1989, y, a cambio, Penske obtuvo al brasileño Emerson Fittipaldi en sus filas seguido de su patrocinador Marlboro a partir de la temporada 1990. Para 1990, Ganassi se haría cargo de los activos de Patrick Racing (incluido el mismo chasís PC-18, así como del importante contrato de arrendamiento de los motores Chevrolet), que iba a utilizar para iniciar su futuro propio equipo.

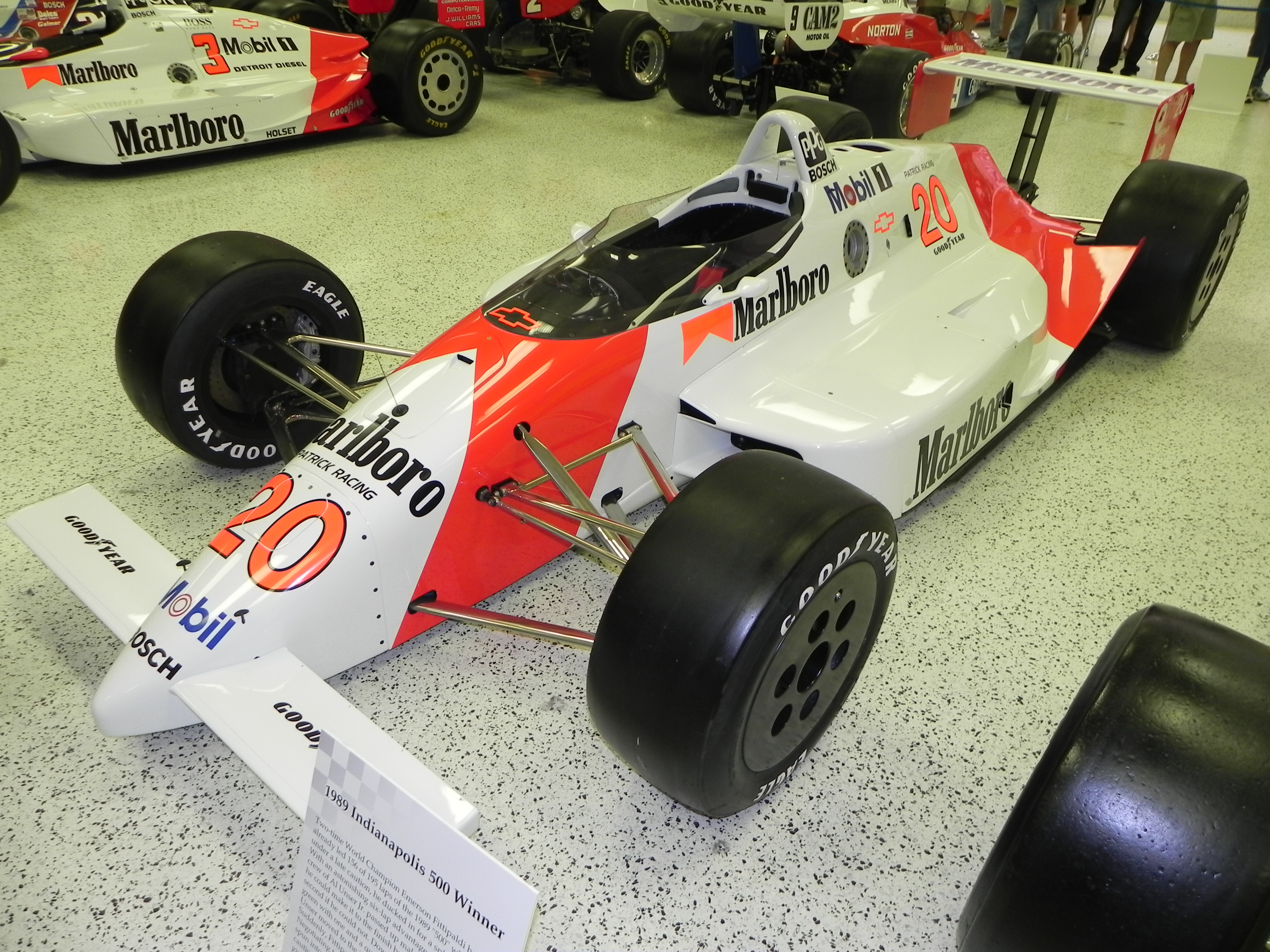
Emerson Fittipaldi ganó su primera Indy 500 en un chasís Penske PC-8 del equipo Patrick Racing, para el equipo, significó su último éxito en las 500 millas de Indianápolis.

Después de ganar las 500 Millas de Indianápolis de 1989 y el campeonato CART de 1989, en algún momento Pat Patrick cambió de opinión acerca de retirarse.Con el proceso de ya estaba en marcha para disolver el equipo existente, decidió a explorar otras opciones para regresar de nuevo a este deporte en 1990.

### Segunda Etapa (1990-1991):CART IndyCar World Series: Su primer declive como equipo
Tal como estaba previsto, Ganassi se separó para formar su propio equipo en 1990 (el que sería el futuro Chip Ganassi Racing). Pat Patrick se hizo cargo del equipo y alquiló un motor Alfa Romeo, basado en el fracasado proyecto IndyCar anteriormente dirigido por el equipo Alex Morales Motorsports. El colombiano Roberto Guerrero firmó como su piloto principal junto con el gran Al Unser Sr. como coequipero para ser conducido en la Indy 500, así como para la competencia de Michigan. El equipo le proveyó el patrocinio a los pilotos titulares de la cervecera Miller, que previamente estuvo durante mucho tiempo con el equipo Penske. El equipo pronto tuvo un relativo éxito en la pista, pero lo peor se concentró en lo poco fiable que resultó el desarrollo de los motores. Unser, de hecho, si se perdió la Michigan 500 cuando no pudo clasificarse para la carrera, debido a una fractura en una de sus piernas.
Para el año 1991, Danny Sullivan compitió como su piloto principal, pero el equipo siguió fracasando miserablemente. Para el final de la temporada 1991 de la CART IndyCar World Series, Patrick estaba con problemas financieros y legales. A medida que el equipo se estaba derrumbando, surgieron rumores de que Patrick había obtenido uno de los motores Ilmor Chevrolet para los desarrolladores de motores de Alfa-Romeo, y que a su vez, probaron el motor para examinarlo y presuntamente robaron ideas para el diseño.
Con el final de la temporada 1991, Danny Sullivan dejó el equipo, y fue reemplazado por Bobby Rahal. Sullivan se subió viejo asiento de Rahal en el equipo Galles-Kraco Racing. Debido a las posibles acciones fraudulentas realizadas aparentemente por Pat Patrick contra Chevrolet, y al equipo se le negó un contrato de arrendamiento de motores Chevy, a pesar de enrolar al popular piloto Bobby Rahal. Frente a una problemática situación automotriz, y una muy desagradable pero frustrante temporada poco competitiva para el año 1992, y el incremento de los problemas legales, en diciembre de 1991, finalmente Patrick vendió el equipo absoluto a Bobby Rahal y Carl Hogan. De esta venta surgió Rahal-Hogan Racing, que hoy en día se conoce como Rahal Letterman Lanigan Racing.

### Tercera Etapa (1995 -2004): De la CART a la IndyCar Series. Recontruyendo un equipo y Fin definitivo
A mediados de la década de 1990, tuvieron que pasar 3 años para que Pat Patrick comenzara a reconstruir su equipo desde cero. En 1994, Patrick formó un equipo de pruebas para probar los neumáticos Firestone, y encabezó el regreso de Firestone a las carreras IndyCar para 1995. No entraron a ninguna carrera en 1994, ya que fue dedicado a las pruebas del equipo, ya que en 1995 alinearía a Scott Pruett como su nuevo piloto, ganando en dicha temporada la Michigan 500.
En los próximos años, Patrick fue recuperando poco a poco sus éxitos pasados de la década del 70 y 80, pero fue un moderado éxito en la ahora serie CART World Chamionship Series, que ya no compartía las 500 millas de Indianápolis debido a la creación de la IRL. Entre 1998 y 2002, lograba cosechar algunos triunfos con Scott Pruett y Adrián Fernández pero ningún título.

#### La última aventura: IndyCar Series y el Fin definitivo
Debido a las constantes problemáticas económicas y legales de la CART, Patrick Racing finalmente saltó la IRL en 2004. Tuvo como piloto a Al Unser Jr. quien se retiraría de las carreras a mitad de temporada y luego sustituido por Jeff Simmons, y compartiendo adicionalmente algunas carreras con Jaques Lazier, y Tomáš Enge. Una vez más los problemas económicos afectaron a Patrick Racing de manera definitiva. Sin poder lograr algún patrocinio para la temporada 2005, el equipo dejó la serie y sus activos desde entonces estuvieron a la venta desde el fin de la temporada del 2004.

## Pilotos Notables

### Campeonato Nacional del USAC y CART
- Mario Andretti (1981–1982)
- Tom Bagley (1980)
- Townsend Bell (2001–2002)
- Raul Boesel (1997)
- Pancho Carter (1984)
- Kevin Cogan (1986–1987)
- Wally Dallenbach Sr. (1979)
- Adrián Fernández (1998–2000)
- Emerson Fittipaldi (1984–1990)
- Chip Ganassi (1983–1984)
- Spike Gehlhausen (1980)
- Bruno Giacomelli (1984–1985)
- Roberto Guerrero (1990–1991)
- Gordon Johncock (1979–1984)
- P. J. Jones (1999)
- Steve Krisiloff (1981)
- Jan Magnussen (1999)
- Roger Mears (1979)
- Roberto Moreno (2000)
- Danny Ongais (1983)
- John Paul Jr. (1984)
- Scott Pruett (1995–1998)
- Johnny Rutherford (1983)
- Oriol Servia (2002–2003)
- Gordon Smiley (1980)
- Danny Sullivan (1991)
- Sammy Swindell (1985)
- Al Unser (1990)
- Jimmy Vasser (2001)
- Richard Vogler (1985)
- Donald Whittington (1985)

### IndyCar Series
- Tomáš Enge (2004)
- Jaques Lazier (2004)
- Jeff Simmons (2004)
- Al Unser Jr. (2004)